# Pipraeidea melanonota
Pipraeidea melanonota là một loài chim trong họ Thraupidae.